# ایکو-شو
ایکو-شو (به ژاپنی: 一向宗، Ikkō-shū) معمولاً به عنوان، یک شاخهٔ کوچک نظامی از بوداگرایی در نظر گرفته می‌شود هر چند این عنوان دارای سابقهٔ پیچیده‌ای است.
1. در دوره کاماکورا (۱۱۸۵–۱۳۳۳ میلادی) راهبی از فرقه جودو به نام ایکو شونشو ایکو-شو را به عنوان یکی از شاخه‌های بوداگرایی بنیان نهاد.
2. در دوره ادو با فرقه جیشو (時宗) یکی شده و به نام فرقه جیشو-ایکو مشهور بود.
3. در زمان شوگون‌سالاری توکوگاوا مجبور شد که نام فرقه شین بودیسم را بر خود بگذارد. در نامگذاری‌های دیگر به آن جامعه مذهبی معبد هونگان نیز گفته می‌شود.